# Бура (игра)
Бура́ (тридцать одно) — карточная игра, также называется и комбинация трёх козырей при игре в буру. Одна из основных разновидностей этой игры — буркозёл.

## Правила игры
Количество участников: предпочтительно два или три. Хотя число игроков ограничивается только количеством карт в колоде, однако при бо́льшем количестве игроков игра значительно утрачивает привлекательность, поскольку в этом случае результат полностью определяется первоначальным раскладом карт при сдаче.
Колода: 36 карт.
Сдающий определяется жребием в начале игры; в дальнейшем карты сдаёт выигравший. Каждый игрок получает 3 карты, которые сдаются по одной каждому игроку, в несколько кругов. Затем вскрывается карта, определяющая козырную масть. Первый ход делает сидящий слева от сдающего, при следующих сдачах — тот, кто взял последнюю взятку.
Старшинство и достоинство карт:
- туз — 11 очков;
- 10 — 10 очков (при этом десятка старше короля, дамы и валета);
- король — 4 очка, дама — 3, валет — 2.
- 9, 8, 7, 6 — 0 очков.

Комбинация из 3 карт одной масти называется «молодка» или «письмо», комбинация из 3 козырей называется «бура».
Если игрок не набрал 31 очко, но объявил об окончании игры, его признают проигравшим.
Игрок, который ошибочно взял карты из колоды не в свою очередь («чужой подъём»), тоже считается проигравшим.
Ходить можно с одной карты, при этом партнёр должен также положить одну карту; с двух карт одной масти или с трёх одной масти — то же делают по очереди все игроки (сброс «по масти» необязателен). Если карты биты картами партнёра, взятку берёт партнёр, если хоть одна карта не побита, взятку берёт ходивший. Если карты ходившего перебиты, то следующий (при игре более чем в 2 игрока) для взятия взятки должен побить карты последнего перебившего игрока.
Карты добираются из колоды игроками по одной друг за другом. Первым добирает взявший взятку, он же первым и ходит.
Кто первым набрал 31 очко, тот и выигрывает. Объявить об этом можно только на своём ходу. Если у игрока оказалась «бура», он выигрывает партию независимо от очков. Если игрок объявил об окончании игры, не набрав 31 очка, он считается проигравшим.
«Двойной подъём» — добор двух карт одновременно и подъём лишней карты — также наказывается проигрышем партии.
Наиболее часто встречающиеся, почти канонические дополнительные условия:
- Если партнёр не смог побить ваш заход, он имеет право сбрасываемые им карты положить рубашкой вверх. Открывать их Вы не имеете права до того, как объявите об окончании игры (обычно словом: «Вскрываюсь!»). Попытка перевернуть их приравнивается к произнесению этого слова.
- Объявивший об окончании игры, но не набравший 31 очка — проигрывает вдвойне.
- Игра ведётся до достижения определённого количества выигранных сдач (чаще всего это «роббер» — 21 сдача — или «малый роббер» — 11 сдач), причём оговорённое число побед должно быть достигнуто с разницей в счёте 2 победы или больше. В очередной сдаче сдаёт тот, кто выиграл предыдущую. Есть и другой распространённый вариант определения победителя: каждому проигравшему сдачу начисляется 2 штрафных очка, при наборе 12 очков — партия проиграна.
- Если у игрока на руках имеется «молодка» при чужом ходе, он имеет право (но не обязан) объявить её словом «Стоп!» и выйти всеми тремя картами. Но если при этом у противника была на руках «бура», «Москва» или «малая Москва» (см. ниже), это правило не действует.
- Дополнительные комбинации — «Москва» (три туза, вариант: один из трёх тузов козырный) и «малая Москва» — три шестёрки с козырной (вариант: три десятки). Набравший «Москву» сразу выигрывает даже при наличии «буры» у соперника. Имеющий «малую Москву» имеет право её объявить (словом: «Стоп!») и выйти во все три карты, даже если у соперника «молодка».
- Если «бура» встретилась одновременно у обоих игроков, выигрывает тот, кто должен был ходить в свою очередь, при условии, что соперник не может покрыть своей бурой. Если у обоих игроков встретилась «молодка», очередь хода сохраняется за тем, кто должен был ходить.
- Если одна из комбинаций («бура», «молодка», «Москва», «малая Москва») встретилась сразу с раздачи карт, партия пересдаётся без всяких последствий.

## В пять карт
В «буру» можно играть, сдавая по пять карт, играют двое, игра длится до конца колоды, в конце подсчитываются очки взяток игроков, выиграл тот, кто набрал больше 60 очков, так как в колоде 120 очков. Если набрали по 60 очков, значит, ничья. Остальные правила не отличаются от игры по три карты. Есть только одна масть, которую нельзя сбить козырной картой — это пики, они бьются пиковой картой по старшинству.

## Буркозёл
Буркозёл — разновидность игры в буру. В основном правила похожи на правила игры в буру.
В буркозла играют вдвоём, втроём или вчетвером (в том числе пара на пару).
Право первого захода предоставляется стороне, вытянувшей из колоды старшую карту по игре (10 выше Короля), либо угадавшему цвет масти (красная/чёрная)
При игре в буркозёл раздаётся четыре карты, и, в отличие от буры, обычно разыгрываются все 36 карты колоды. Во время хода, при невозможности взятия взятки, карты сбрасываются либо в открытую, либо их может смотреть игрок, взявший взятку (но не после того, как со стола будет взята последняя карта).
Четыре карты одной масти дают право на внеочередной ход, четыре козыря образуют «буру» (немедленный выигрыш), четыре старших карты, при наличии одного и более козыря и Туза («Москва») дают немедленный двойной выигрыш. Например, четыре десятки, либо не козырные Тузы и десятки не являются «Москвой».
Обычно же выигрывает сдачу тот, кто набрал больше очков. Если играющий набрал менее 31 очка при игре вдвоём (вчетвером) или менее 21 очка при игре втроём, то ему засчитывается двойной проигрыш. Также проигрыш удваивается в ситуации, когда предыдущая сдача закончилась розыгрышем (по 60 очков при игре вдвоём или 40 при игре втроём). Таким образом, при особо удачной игре, возможен выигрыш партии в одну-две сдачи.
Если при раздаче козырем выпали Туз либо 10, их следует спрятать в колоду, что-бы в конце партии не сбрасывать карты с целью забрать высшую масть.
В игровом плане существуют определённые различия между бурой и буркозлом: первая более азартна, сильнее зависит от расклада карт и ориентирована на быстрый выигрыш, второй же представляет собой игру сравнительно вдумчивую и расчётливую.

### Варианты правил буркозла
Частая разновидность — при игре пара на пару — в розыгрыше 32 карты, от 7 до Т, шестёрки отдаются парам по две и складываются рубашками наружу. Ими считаются очки. 31 — «открыл глазки» — верхняя карта сдвигается и открывает два очка. 61 — четыре. Больше шести — верхняя переворачивается рубашкой вниз и открывает очки на нижней, так до 12, когда игра заканчивается. За отсутствие очков у соперника при наличии взяток (пустых, одни фоски) — 6 очков, за полное безвзятие — 8. Свара (обе пары взяли по 60) — никому ничего, банк удваивается, и по результатам следующего розыгрыша очки пишутся в двойном размере. Две свары подряд — в четверном и т. д.
Ещё вариант, о которой договариваются перед началом. Обычно «Молодка» (четыре одномастки) ждут своей очереди — без очереди в классике ходит либо «Бура», либо «Красная Москва». Но если козырем при сдаче открылся «конец» (десятка или туз), то молодка идет вне очереди («Молодка как бура»). Конец замешивается в колоду и достается другая карта, определяющая козырь, не 10 и не Т.
Иногда по договорённости комплект из 40 очков и выше (4 десятки или десятки в комбинации с тузами) идут без очереди наравне с бурой.
Также есть вариант с «немазаными». Можно зайти с двух-трёх-четырёх карт одного достоинства, спросив разрешения у партнёра слева: «Две (три, четыре) немазаных?», не открывая их номинал. — Ему этот ход может показаться выгодным, и, если он разрешает, вы кидаете ему какие-нибудь две ненужные восьмёрки, или, напротив, три туза, включая козырный.

## В культуре
Варлам Шаламов в своём рассказе «Жульническая кровь» Архивная копия от 27 сентября 2007 на Wayback Machine (1959) пишет о буре: Второй игрой — первой по распространённости — является «бура» — так называется блатарями «тридцать одно». Схожая с «очком», бура осталась игрой блатного мира. В «очко» воры не играют между собой.
В песне «В этом городе» группы «Billy's Band» есть следующие строки:
Помнишь та, что играла с парнями в буру
Вышла замуж за дворника и упала в Неву.
В песне «Охота» группы «Алиса»:
Ставки сняты, висты прорулены,
И бура лохматит преферанс.

В песне «Жесть» группы Кровосток:
Играть в буру и сику самодельными картами — жесть.
В песне Шуфутинского «Налетчик Беня»:
Взял бумажник, кольца, мишуру:

Будет проиграться чем в буру.
Также в песне Шуфутинского «Поезда»:
И зачем же я стал блатным,

Проиграл в буру сапоги?
В фильме «Холодное лето пятьдесят третьего…» уголовники в одном из эпизодов играют в буру.
В фильме «Сволочи» Студер — один из учащихся военного подготовительного лагеря для беспризорных подростков-преступников — на допросе берет на себя ответственность за убийство другого учащегося — Маэстро, назвав причиной проигрыш последнему в буру.
В сленге летчиков истребитель-перехватчик МиГ-31 принято называть как «МиГ тридцать одно».